# Center of Drug Absorption and Transport (Greifswald)

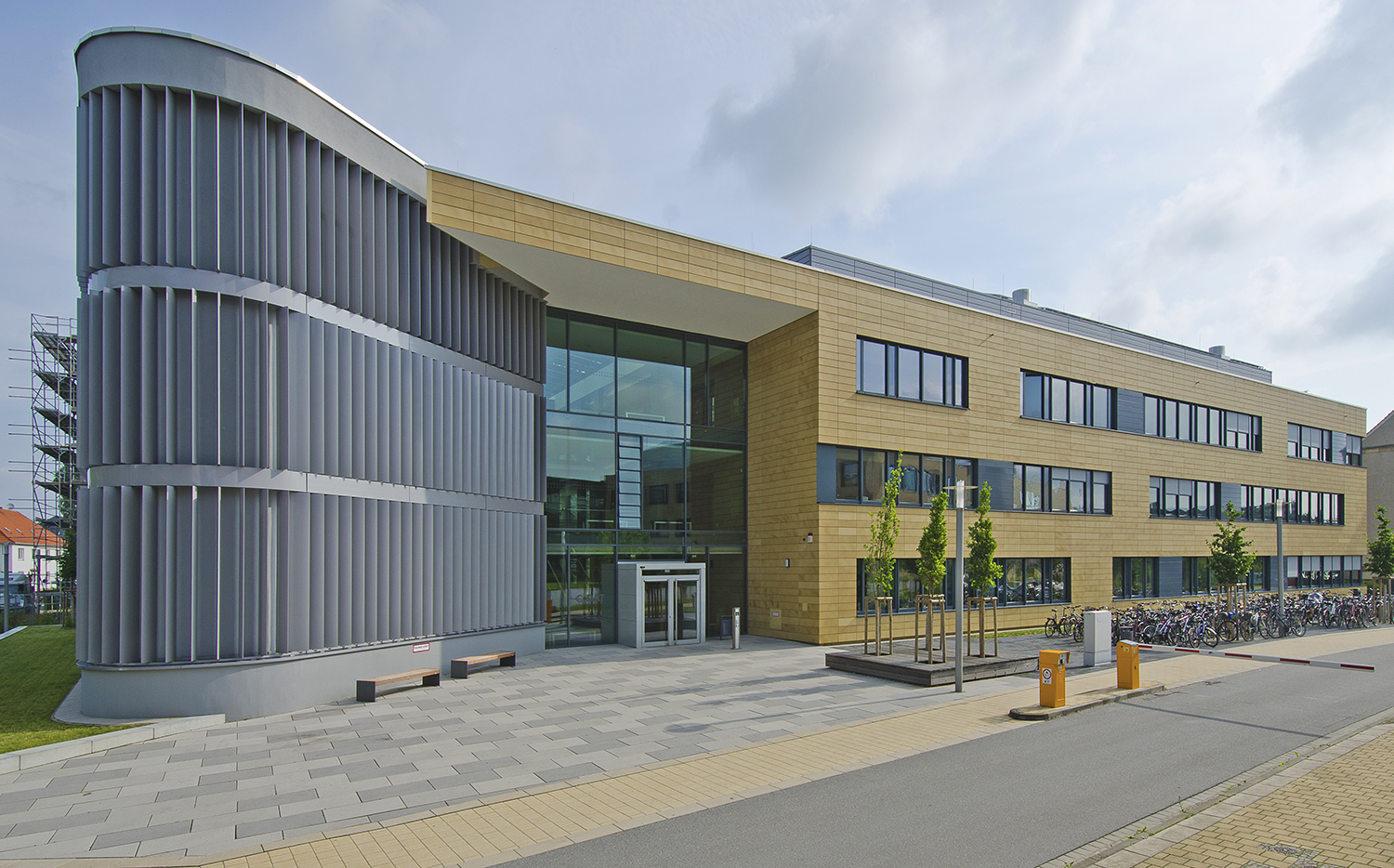
C_DAT

Das Center of Drug Absorption and Transport (C_DAT) ist eine Forschungseinrichtung der Universität Greifswald. 
Der vom Bund und vom Land Mecklenburg-Vorpommern geförderte Forschungsbau steht am Campus Berthold-Beitz-Platz in Greifswald. Mit modernsten Methoden klären Pharmazeuten und Pharmakologen Fragen zur Entwicklung und Anwendung von Arzneimitteln.
Rainer Westermann, Erwin Sellering, Georg Schütte, Marek Zygmunt, Klaus Fesser und Heyo K. Kroemer eröffneten den Bau am 24. November 2011. 

## Professoren
- Stefan Engeli, Klinische Pharmakologie
- Sandra Klein, Pharmazeutische Technologie
- Thomas Schweder, Pharmazeutische Biotechnologie
- Mladen V. Tzvetkov, Allgemeine Pharmakologie
- Werner Weitschies, Biopharmazie und Pharmazeutische Technologie

## Ehemalige Professoren
- Bernhard Rauch, Allgemeine Pharmakologie
- Werner Siegmund, Klinische Pharmakologie